# Schietbaanbos

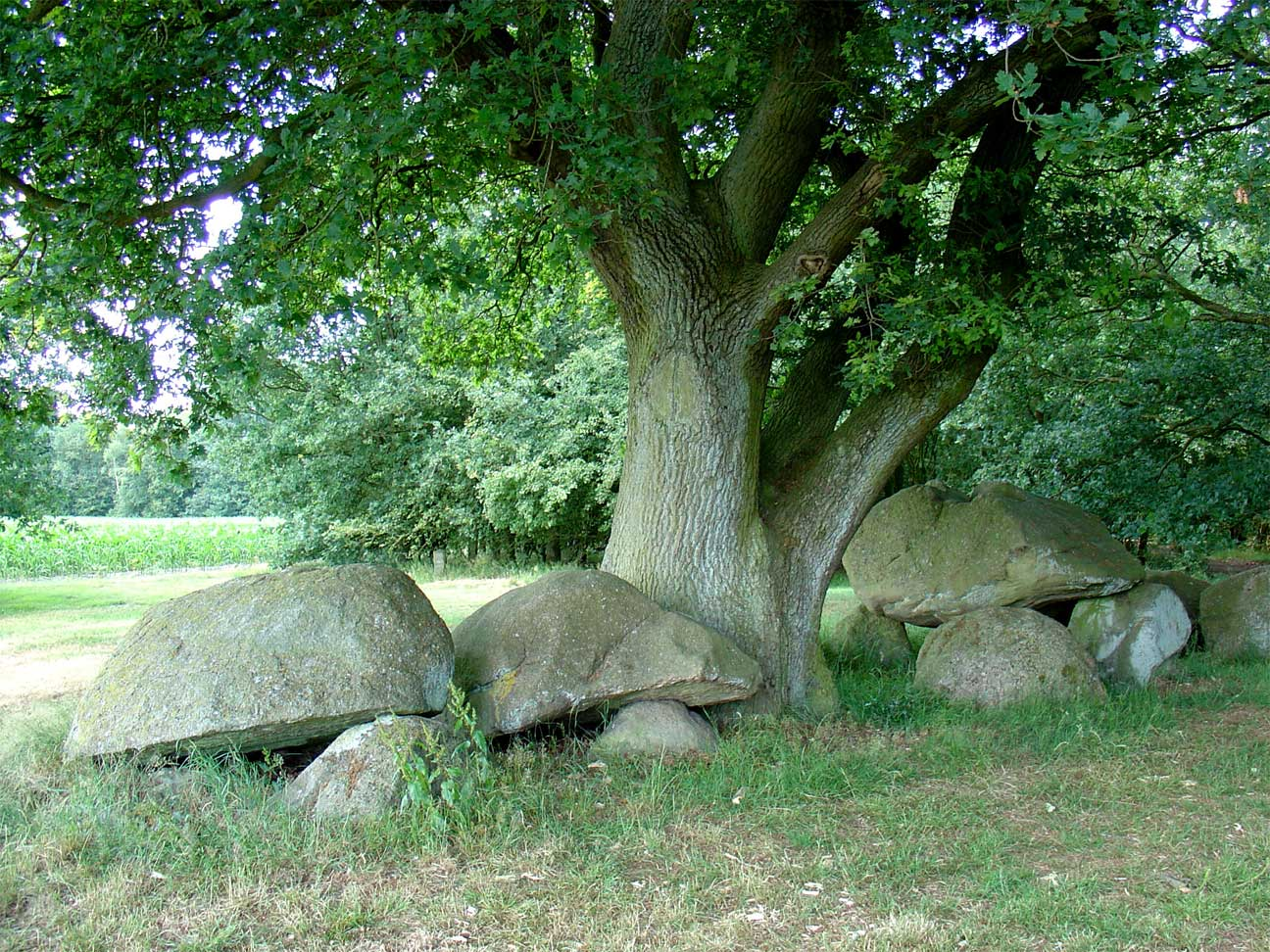
Het hunebed in het Schietbaanbos

Het Schietbaanbos (ook wel Schietbaanbosje of Landschapsbos(ch) genoemd) is een klein bos bij de plaats Emmen in de Nederlandse provincie Drenthe.
Het circa 20 hectare grote bos aan de Schietbaanweg ligt tussen de woonwijk Emmermeer en het ten westen van Emmen gelegen Oranjekanaal. De naam van het bos (en de weg) verwijst naar een oude schietbaan in het bos. Deze baan wordt sinds 1968 niet meer gebruikt en is in verval geraakt, enkele resten zijn nog duidelijk zichtbaar in het bos. 
In de Tweede Wereldoorlog werd het bos vaak gebruikt door mannen en jongens van het nabijgelegen woonwagenkamp, als schuilplaats tegen de Duitsers en Landwachters.
Aan de zuidoostelijke rand van het bos bevindt zich hunebed D42, het enige hunebed in Nederland met 3 paar poortzijstenen.